# Foday Musa Suso
Foday Musa Suso (Sare Hamadi, Wuli, Upper River, 18 de febrero de 1950-Brikama, 25 de mayo de 2025) fue un griot, músico intérprete de kora y compositor gambiano.

## Biografía
Nació el 18 de febrero de 1950, en Sarre Hamadi, distrito de Wuli, en la división Upper River de Gambia.
Es miembro de la etnia mandinga y es griot.  Los griots son los historiadores orales y músicos del pueblo mandingo que vive en varias naciones de África occidental.  Los griots son una biblioteca viva para la comunidad, que brinda historia, entretenimiento y sabiduría mientras tocan y cantan sus canciones. Se trata de un extenso patrimonio verbal y musical que sólo puede transmitirse dentro de una familia griot.
Es descendiente directo de Jali Madi Wlen Suso, el griot que inventó la kora hace más de cuatro siglos. Pasó su infancia en un pueblo tradicional de Gambia, en una casa llena de música kora. Aunque su padre era un maestro intérprete de kora, en la tradición griot un padre no enseña a sus propios hijos a tocar el instrumento. Cuando Foday tenía nueve años, su padre lo envió a vivir con el maestro de kora Sekou Suso en la aldea de Pasamasi, distrito de Wuli. Entrenó con Sekou Suso hasta los 18 años. El instrumento principal de Suso es la kora, pero también toca el gravikord y varios otros instrumentos.
Emigró a Chicago en 1977, siendo uno de los primeros jali en trasladarse a Norteamérica.  Ahí formó la Mandingo Griot Society con los percusionistas locales Hamid Drake y Adam Rudolph,  que tocaban música fusión en todo el mundo. Ha actuado con Bill Laswell, Philip Glass, Pharoah Sanders, Jack DeJohnette, Ginger Baker, Paul Simon, Yousif Sheronick y el Kronos Quartet. Ha contribuido con la música para los Juegos Olímpicos de 1984  y 2004.
Su kora electrificada también se puede escuchar en varias pistas del álbum electro-funk de 1984 de Herbie Hancock, Sound-System.  Al año siguiente, Suso y Hancock lanzaron otro álbum, Village Life, que consta enteramente de duetos entre ellos, Hancock al sintetizador y Suso a la kora, batería parlante y voz.

## Discografía
- 1970 - Kora Music from Gambia (Folkways)
- 1979 - Mandingo Griot Society: Mandingo Griot Society (Flying Fish)[3]
- 1982 - Mandingo Griot Society: Mighty Rhythm (Flying Fish)[3]
- 1984 - Hand Power (Flying Fish)
- 1984 - Mandingo Featuring Foday Musa Suso: Watto Sitta (Celluloid), producido por Bill Laswell[3]
- 1984 - Herbie Hancock: Sound-System (Columbia), aparición como invitado
- 1985 - con Herbie Hancock: Village Life (Columbia)
- 1986 - Mansa Bendung (Flying Fish)
- 1988 - The Dreamtime (CMP), producido por Bill Laswell
- 1985 - con Herbie Hancock: Jazz Africa (Verve)[3]
- 1992 - con Philip Glass: Music from "The Screens" (POINT Music)
- 1995 - con Possession & African Dub: Off World One (Sub Meta), producido por Bill Laswell, FMS plays balaphone
- 1996 - con Pharoah Sanders: Message from Home (Verve), aparición como invitado

- 2005 - con Jack DeJohnette: Music from the Hearts of the Masters (Golden Beams)
- 2005 - con Jack DeJohnette's The Ripple Effect: Hybrids (Golden Beams)
- 2008 - The Two Worlds (Orange Mountain Music)
- 2012 - con Gretchen Rowe: Koralations: Heart to Heart (African Kora meets American Poetry)[4]